# Laila Brenden
Laila Brenden – norweska pisarka współczesna.

## Życiorys
Z wykształcenia jest nauczycielką biologii. Przez osiemnaście lat, do 2011, pracowała jako dyrektor wydawniczy. Twórczość literacką zaczęła od kilku książek dla dzieci. Sławę zyskała bestsellerową serią Saga Hannah, wydrukowaną w Norwegii w liczbie około dwóch milionów książek, składającą się z czterdziestu tomów.